# Цибакхаза
Цибакхаза (мађ. Cibakháza) је насеље у Мађарској. Цибакхаза је веће насеље у оквиру жупаније Јас-Нађкун-Солнок. 

## Географија

### Локација
Седиште округа се налази јужно од Солнока на левој обали реке Тисе, у југозападном делу округа у подрегији Тисазуг. Од регулације Тисе, река се све више удаљила од ње, али се на њеној граници налази једна од најдужих рукаваца Тисе на мађарском речном делу, „Чибахази мртва Тиса”.

## Историја
Прво документовано помињање Цибакхазе датира тек из 1465. године, али се из извора може закључити да је био насељен већ у доба Арпада. Цибакхаза, која се с почетка XVI века помиње као трговиште, уништена је за време турске окупације, њено насељавање је почело поново после 1717. године, као најзначајније католичко насеље Тисазуга, постало је црквени центар овог краја.
Године 1832. поново добија свој некадашњи статус трговишта са важним прелазом Тиса и наплатним местом. Током рата за независност 1848-49, неколико пута је одиграо истакнуту стратешку улогу: у јануару 1849. Перцел је, прелазећи Тису, зауставио војску Виндишгреца, у фебруару је војска одавде напала Аустријанце у околини Нађкереша, а 5. марта је Дамјанић прешао овде и зашао непријатељу иза леђа.
Након регулације Тисе у XIX. веку, Цибакхаза је изгубила свој прелаз, пошто се река удаљила пресецајући кривине. Осиромашено насеље је изгубило и статус града.

## Становништво
У 2009. години 99,98% становништва насеља се изјаснило као Мађари, а 0,02% Роми.
Током пописа 2011, 85,8% становника се изјаснило као Мађари, 6% као Роми, 0,3% као Немци и 0,3% као Румуни (14,1% се није изјаснило). 
Верска дистрибуција је била следећа: римокатолици 39,4%, реформисани 6,2%, лутерани 0,4%, гркокатолици 0,3%, неденоминациони 31,8% (21% се није изјаснило).